# Sphinx (motorfiets)
Sphinx is een historisch Frans merk dat van 1933 tot 1939 motorfietsen met Stainless- en andere motoren produceerde.